# Гнатюк, Виктория Вячеславовна
Виктория Вячеславовна Гнатюк (Сальве-Гнатюк) (род. 24 марта 1946, пгт Томашполь Винницкой области ) — украинский советский деятель, врач Калиновской центральной районной больницы Винницкой области. Депутат Верховного Совета СССР 11 созыва. Народный депутат СССР в 1989-1991 годах. 

## Биография
Окончила среднюю школу в городе Тульчине Винницкой области. В 1964-1967 годах - медсестра Тульчинской центральной районной больницы Винницкой области.
В 1967-1973 годах – студентка Винницкого медицинского института.
В 1973-1975 годах - врач Тульчинской центральной районной больницы Винницкой области, врач Ольгопольской районной больницы Винницкой области.
С 1975 года - врач-гинеколог Калиновской центральной районной больницы Винницкой области. Избиралась главой профсоюзного комитета Калиновской центральной районной больницы.
Член КПСС с 1976 года.
В начале 1980-х гг. некоторое время работала врачом в Демократической Республике Афганистан. Была тяжело ранена в 1982 году. Во время работы в Афганистане оказывала медицинскую помощь специалистам советского контингента, местному населению, военным.
Как депутат Верховного Совета СССР работала в Комитете здравоохранения ВС СССР. В течение 1989-1991 годов на постоянной основе работала секретарем Комитета здравоохранения Верховного Совета СССР. Среди законодательных наследий Виктории Гнатюк есть проект закона СССР о страховой медицине. Она передала эти наработки в ВР Украины 1-го созыва.
Также в течение работы в ВС СССР способствовала развитию медицинских учреждений Украины через их финансирование из центрального бюджета. В частности, речь идет о постройке нового хирургического комплекса Винницкой областной больницы им. Пирогова, Национального института сердечно-сосудистой хирургии им. Амосова. Способствовала газификации города Ильинцы Винницкой области.
После окончания политической карьеры вернулась к работе врачом акушером-гинекологом в городе Калиновке Винницкой области.
Затем - на пенсии в городе Калиновке Винницкой области. После ухода на пенсию работала в Йемене врачом-гинекологом в течение двух лет.

## Награды
- орден Дружбы народов
- медали